# Supergrass (musikalbum)
Supergrass är det tredje studioalbumet av den brittiska musikgruppen Supergrass, utgiven 1999 på skivbolaget Parlophone. Albumet nådde tredjeplatsen på brittiska albumlistan och kom inte att bli en lika stor framgång som gruppens två föregående skivor. Låtarna "Moving", "Pumping on Your Stereo" och "Mary" gavs ut som singlar från albumet, den först nämnda gick bäst och nådde niondeplats på brittiska singellistan, vilket också har förblivit gruppens sista topp 10-placering på listan.

## Låtlista
1. "Moving" - 4:26
2. "Your Love" - 3:27
3. "What Went Wrong (In Your Head)" - 4:05
4. "Beautiful People" - 3:22
5. "Shotover Hill" - 3:43
6. "Eon" - 3:44
7. "Mary" - 4:00
8. "Jesus Came from Outta Space" - 4:10
9. "Pumping on Your Stereo" - 3:20
10. "Born Again" - 3:38
11. "Faraway" - 5:05
12. "Mama & Papa" - 2:30

## Listplaceringar
- UK Albums Chart, Storbritannien: #3[1]
- VG-lista, Norge: #4[2]
- Topplistan, Sverige #26[3]